# Baptisteri de Sant Joan
El baptisteri de Sant Joan (en italià Battistero di San Giovanni) és un edifici religiós de Florència, a la Toscana (Itàlia). Es creu que és l'edifici més antic de la ciutat, i és particularment famós pels seus tres conjunts de portes de bronze, de considerable valor artístic. Es troba a la Piazza del Duomo, a l'oest de la catedral de Santa Maria del Fiore. Fins al segle xix, tots els ciutadans catòlics de Florència eren batejats en aquest baptisteri.

## Història
El seu creador va ser Giovanni Villani al segle xiv. Tanmateix, excavacions realitzades el segle xx han demostrat que hi havia un mur romà del primer segle travessant la plaça del Baptisteri. Probablement va ser construït sobre les restes d'una torre de guàrdia romana en una cantonada d'aquest mur, o d'un altre edifici romà. De tota manera, se sap amb certesa que al mateix lloc es va construir al segle v un primer baptisteri octagonal i que posteriorment va ser reemplaçat per un altre baptisteri cristià el segle vi després de Crist.
Entre els segles xiv i xvi, se li van afegir tres portes dobles de bronze, amb estàtues de marbre i bronze sobreposades. Això dona un bon indici que originàriament fou el baptisteri, i no la catedral, l'edifici de més valor per als florentins.

## Exterior
El baptisteri té vuit costats iguals amb un de rectangular agregat al costat oest. Aquesta forma octagonal simbolitza els vuit dies que passen fins a la Resurrecció de Crist. Era considerat un símbol per a la vida eterna donat a través del baptisme.
Els costats, originalment de gres, estan revestits de marbre blanc de Carrara modelat geomètricament, amb marbre verd de Prato incrustat i modelat en estil romà entre els anys 1059 i 1128. Les pilastres a cada cantonada, originalment de pedra grisa, van ser decorades amb marbre blanc i negre en un disseny zebrat, realitzat per Arnolfo di Cambio el 1293.
L'estil d'aquesta església serviria com a patró i influiria molts arquitectes, tals com Leone Battista Alberti, en el seu disseny d'esglésies d'estil romà a la Toscana. L'exterior també es troba ornamentat amb una certa quantitat d'estàtues d'Andrea Sansovino (sobre la Porta del Paradís), Giovan Franceso Rustici, Vincenzo Danti (sobre la porta del cantó sud) i d'altres.

## Portes de bronze

### Porta sud

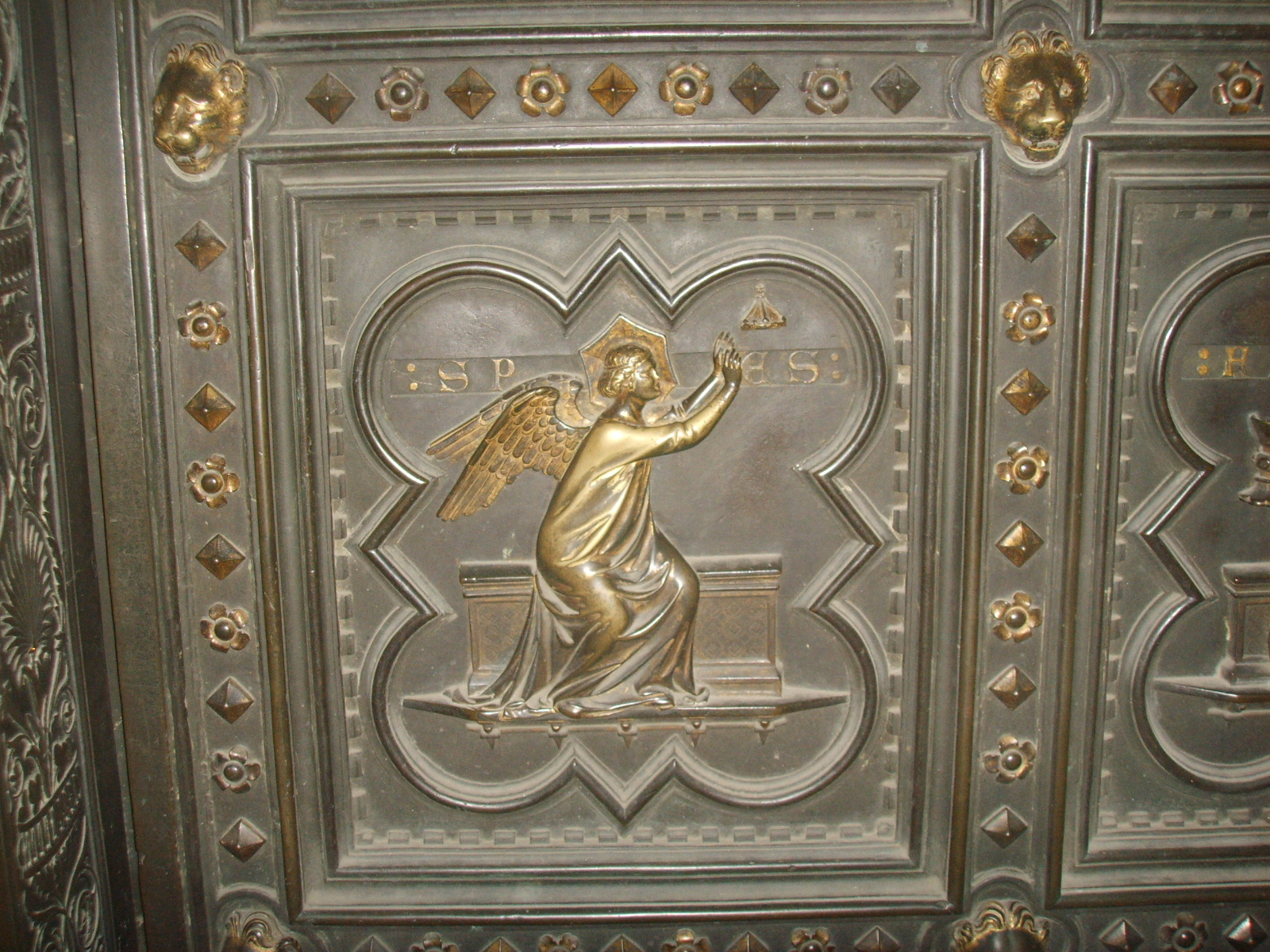
L'esperança, d'Andrea Pisano, a la porta sud

El 1329, a Andrea Pisano (recomanat per Giotto) se li adjudica la tasca de dissenyar el primer conjunt de portes. La porta sud es va instal·lar originàriament al costat est, mirant cap al Duomo, i posteriorment fou duta a la seva posició actual el 1452.
Els muntants de bronze van ser fets pel venecià Leonardo d'Avanzano i són àmpliament reconeguts com una de les millors obres de forja de bronze d'Europa. Els treballs van durar almenys sis anys i les portes van ser completades el 1336. Aquestes portes prerenaixentistes contenen un total de 28 plafons, amb els 20 plafons superiors representant escenes de la vida de sant Joan Baptista. Els vuit plafons inferiors retraten virtuts (esperança, fe, caritat, humilitat, fortalesa, temprança, justícia i prudència). Els relleus emmotllats van ser afegits per Lorenzo Ghiberti el 1452. Hi ha una inscripció en llatí a la part superior de la porta: Andreas Ugolini Nini de Pisis me fecit A.D. MCCCXXX (que significa: «Andrea Pisano em va fer el 1330»). El grup d'estàtues de bronze sobre la porta representa la decapitació de sant Joan; és obra de Vincenzo Danti de l'any 1571.

### Porta nord
El 1401 es va anunciar un concurs per dissenyar la porta nord del baptisteri on el tema a representar fou el sacrifici d'Isaac. S'hi van presentar set escultors, incloent-hi Lorenzo Ghiberti, Filippo Brunelleschi, Donatello i Jacopo della Quercia. El concurs el va guanyar Ghiberti, de 21 anys. Brunelleschi, qui havia fet una proposta més renaixentista atès que representava el moment just en què l'àngel enviat per Déu atura la mà d'Abraham quan està a punt de matar Isaac, va quedar tan desil·lusionat per aquest resultat que va partir a Roma per estudiar arquitectura i mai més no va tornar a esculpir.

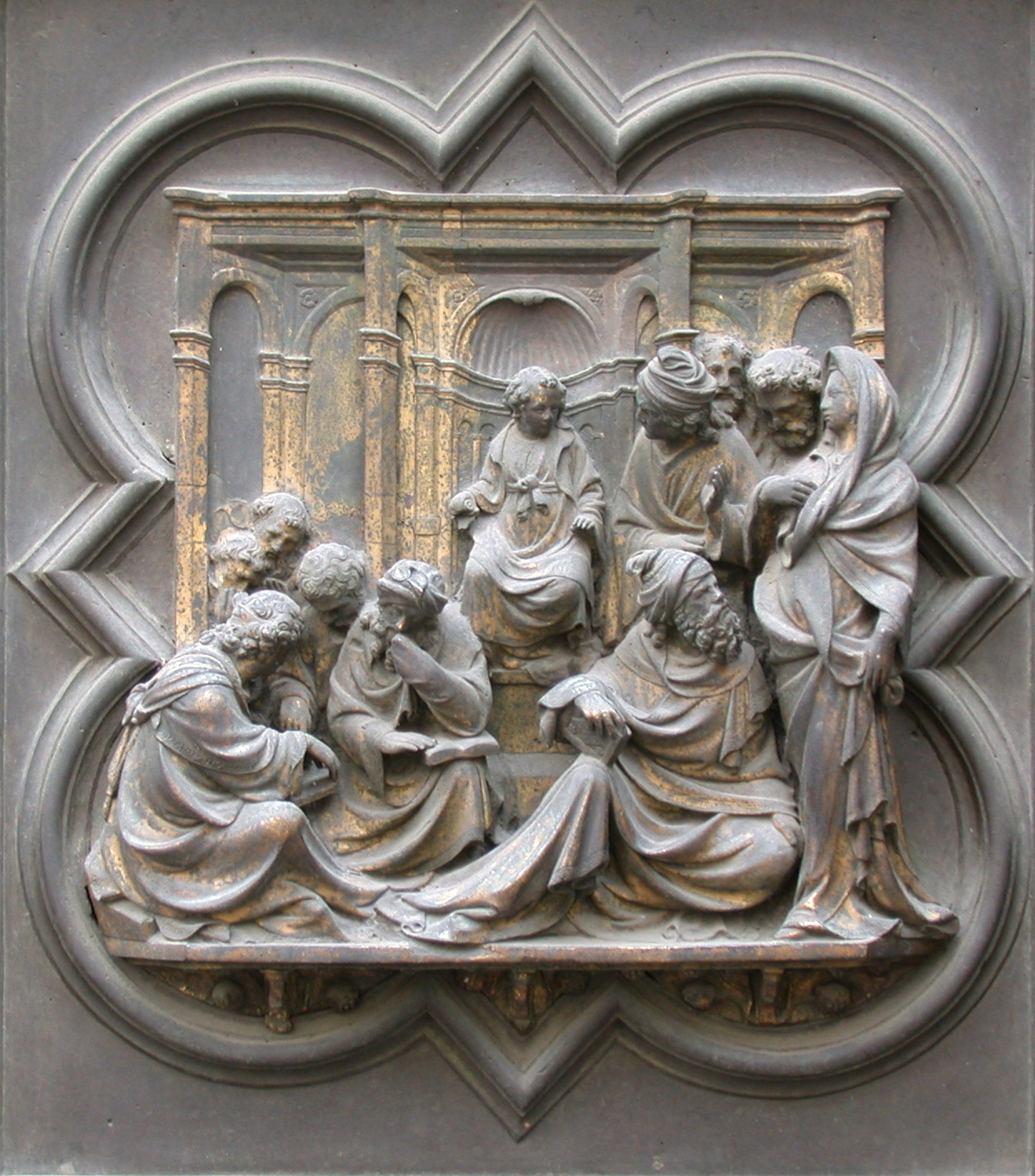
La disputa dels doctors de l'Església, de Ghiberti, a la porta nord

Ghiberti va trigar 21 anys a completar-la. Aquesta porta de bronze conté 28 plafons, amb 20 que representen una escena bíblica del Nou Testament. Els vuit plafons inferiors mostren els quatre evangelistes i els quatre doctors de l'Església (sant Ambròs, sant Jeroni, sant Gregori i sant Agustí). Els plafons estan envoltats per un marc de fulles i busts daurats de profetes en la intersecció dels plafons. Originalment instal·lada al costat est, al lloc de la porta de Pisano, posteriorment fou moguda al costat nord. És descrita per Antonio Paolucci com «l'esdeveniment més important en la història de l'art florentí del primer quart del segle XV». La porta que hi ha actualment al baptisteri és una còpia de l'original (situada al Museo dell'Opera del Duomo).

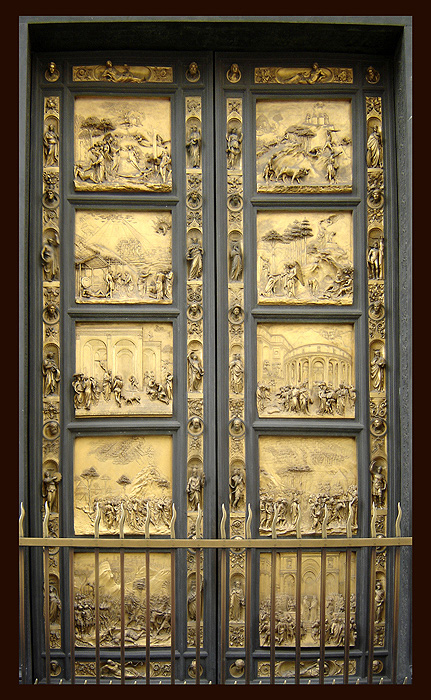
La Porta del Paradís

Les estàtues de bronze de la porta nord representen Joan Baptista resant a un fariseu i un saduceu. Van ser esculpides per Franceso Rustici i fou la seva obra mestra fins aquell moment. Rustici podria haver estat ajudat en el seu disseny per Leonardo da Vinci, que el va assistir en l'elecció de les eines que havia de fer servir.

### Porta est, o «Porta del Paradís»
Ghiberti, aleshores àmpliament reconegut com una celebritat, era l'artista més prominent en aquest camp. Anava sempre atrafegat de feina, fins i tot a requeriment del mateix papa. El 1425 va tenir un segon encàrrec per al baptisteri, aquesta vegada per a la porta est, on ell i el seu taller (que incloïa Michelozzo i Benozzo Gozzoli) van treballar durant 27 anys i van arribar a superar-se a ells mateixos. Aquesta porta tenia deu plafons representant escenes de l'Antic Testament; els plafons, de forma quadrada, no estan emmarcats per la tradicional filigrana gòtica en forma de rombe lobulat, com en les portes anteriors. Ghiberti va emprar els principis, en aquells temps recentment descoberts, de la "perspectiva de profunditat" a les seves composicions, amb què cada plafó representa més d'un episodi.
A La història de Josep, per exemple, es retrata l'esquema narratiu de Josep que porta els seus germans al pou, Josep venut als mercaders, els mercaders lliurant Josep al faraó, Josep interpretant el somni del faraó, el faraó rendint-li honors, Josep que envia els fills a Egipte i Josep quan reconeix els seus germans i torna a casa.
Miquel Àngel es va referir a la porta est del baptisteri com la Porta del Paradís, nom que encara perdura i amb què és coneguda actualment.

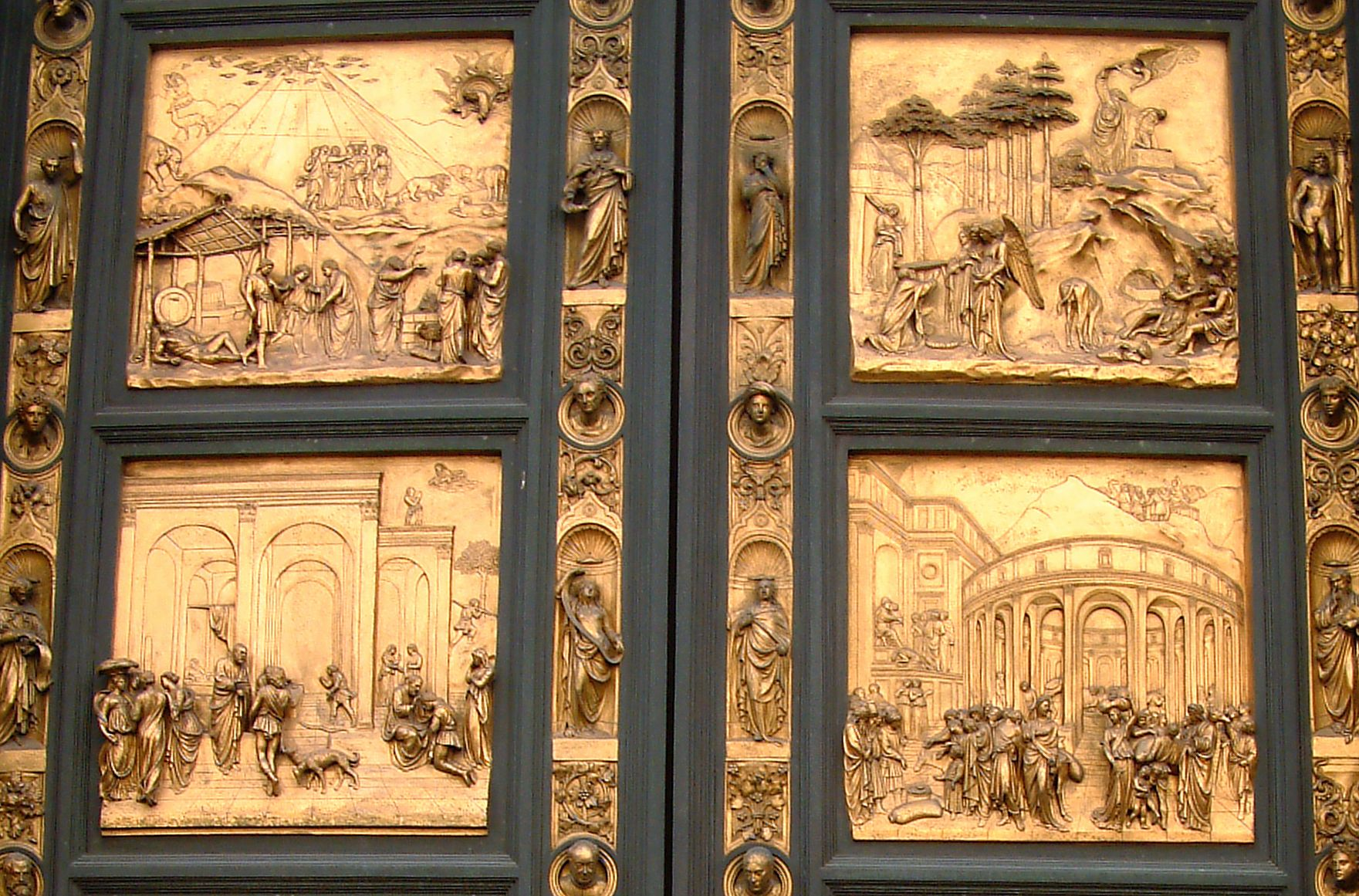
Quatre dels plafons de la Porta del Paradís
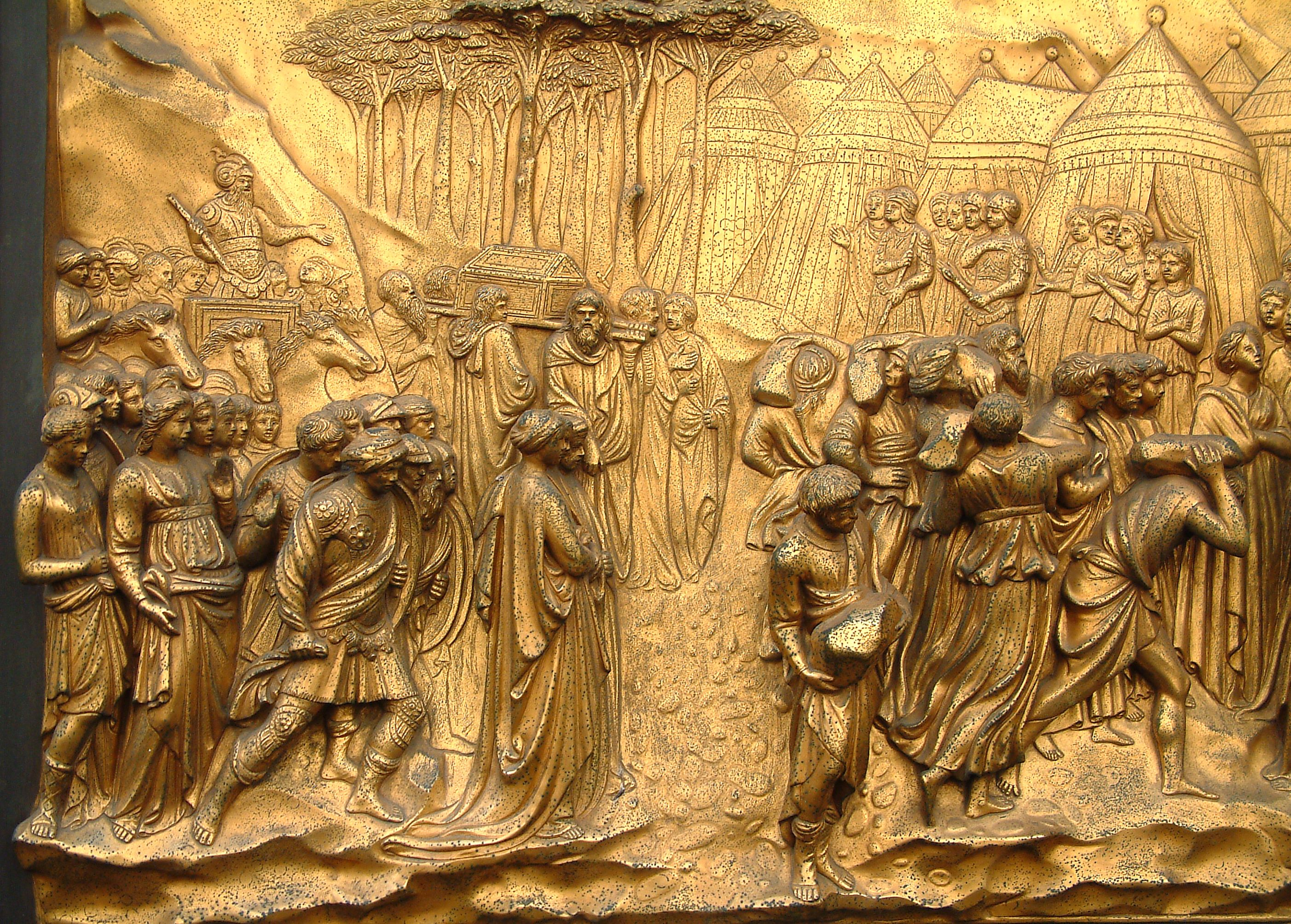
Plafó de Josuè, a la Porta del Paradís
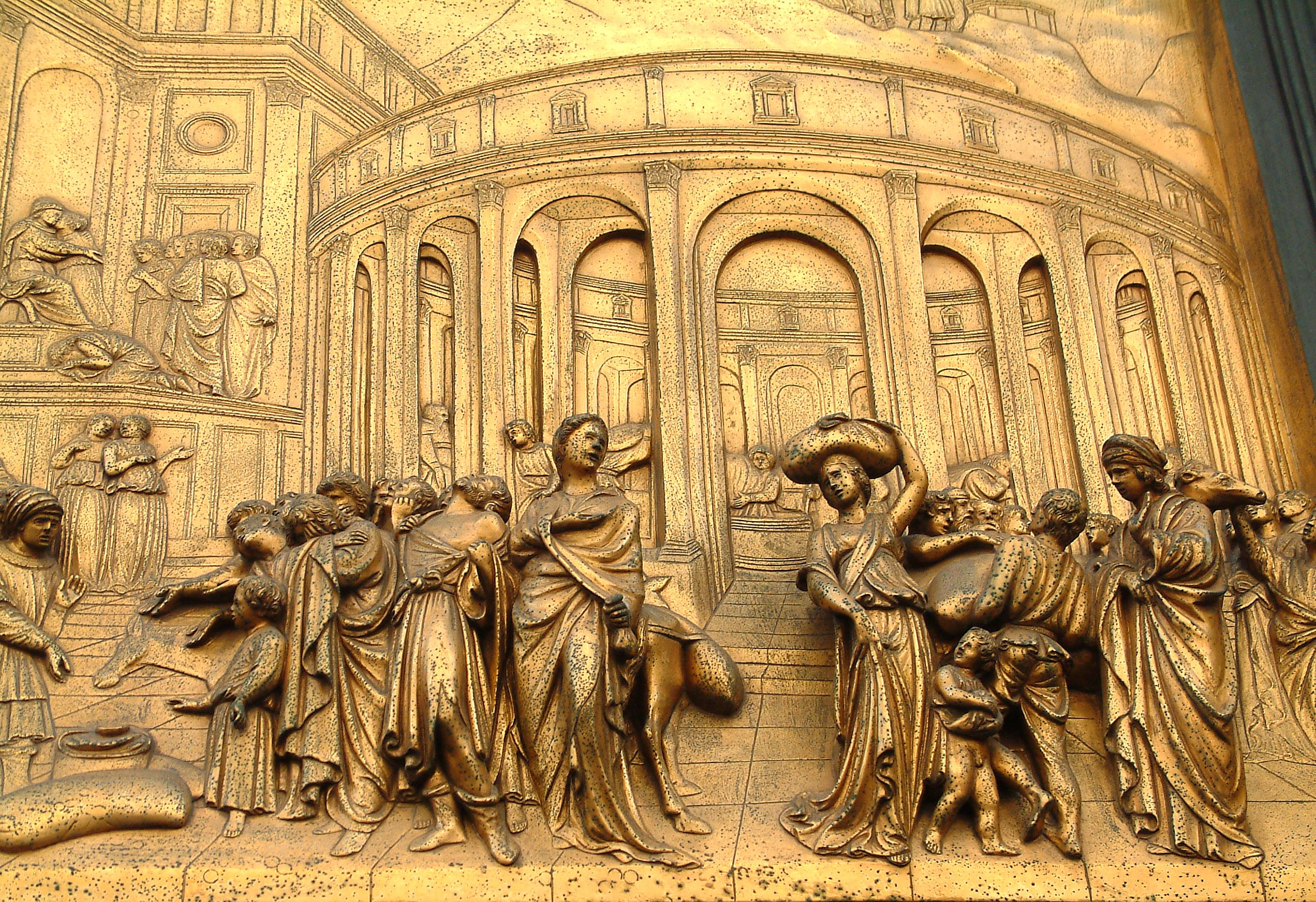
La història de Josep, a la Porta del Paradís
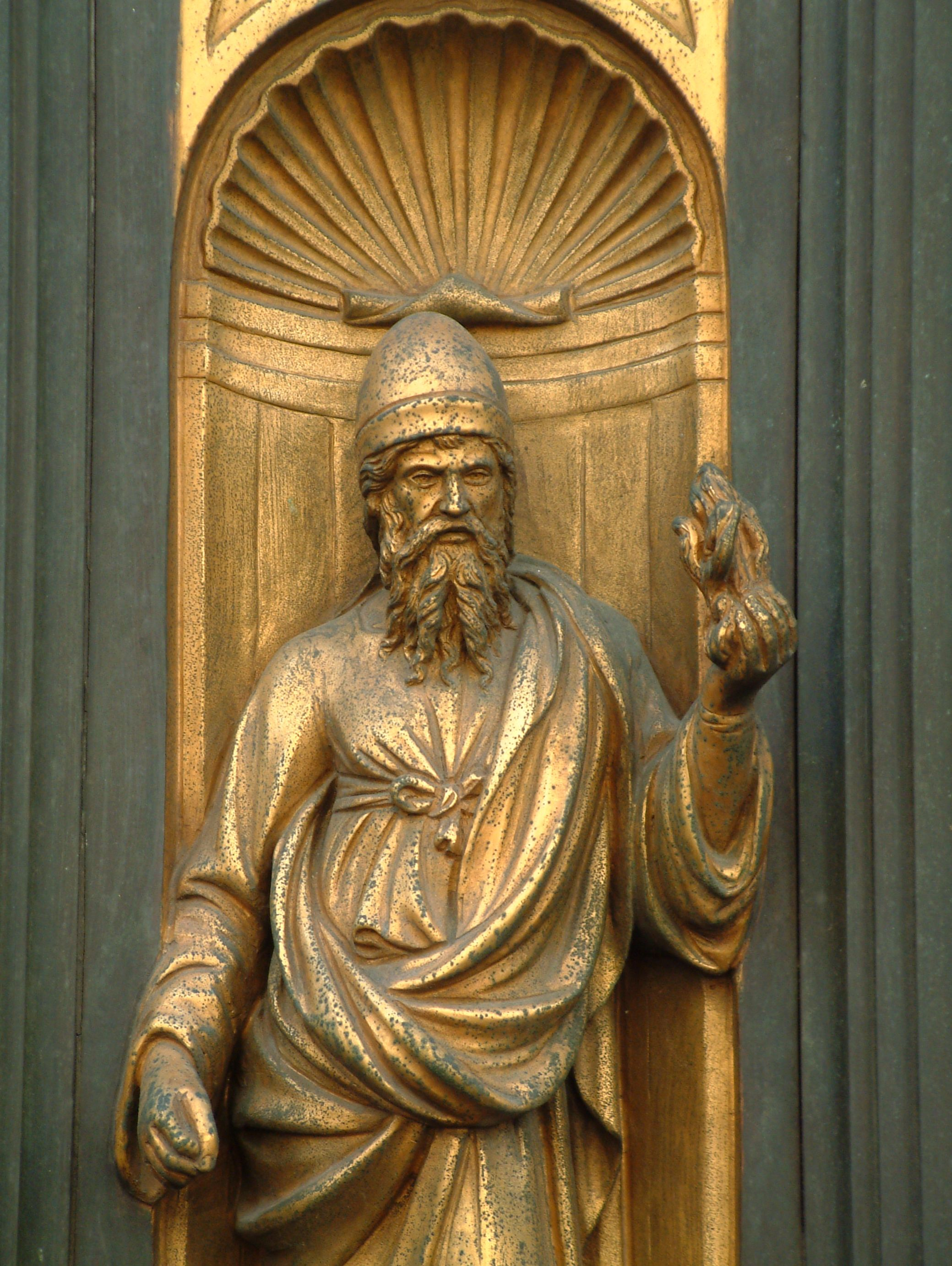
Detall ornamental d'un dels muntants de la Porta del Paradís

## L'interior
L'interior del baptisteri, molt vast, fa pensar en el Panteó de Roma i és una mica fosc, amb la llum que entra a través de les petites finestres i del llanternó de dalt de tot. Està dividit en dues parts: la més baixa, amb columnes i pilastres, i la superior, amb un deambulatori. Els florentins van esmerçar molts diners en la decoració interior de les parets, revestides de marbre blanc i negre amb dissenys geomètrics. Els nínxols estan separats per columnes monolítiques de granit. El revestiment de marbre de l'interior es va començar a fer a la segona meitat del segle xi. L'absis rectangular fou revestit també amb mosaics el 1225.

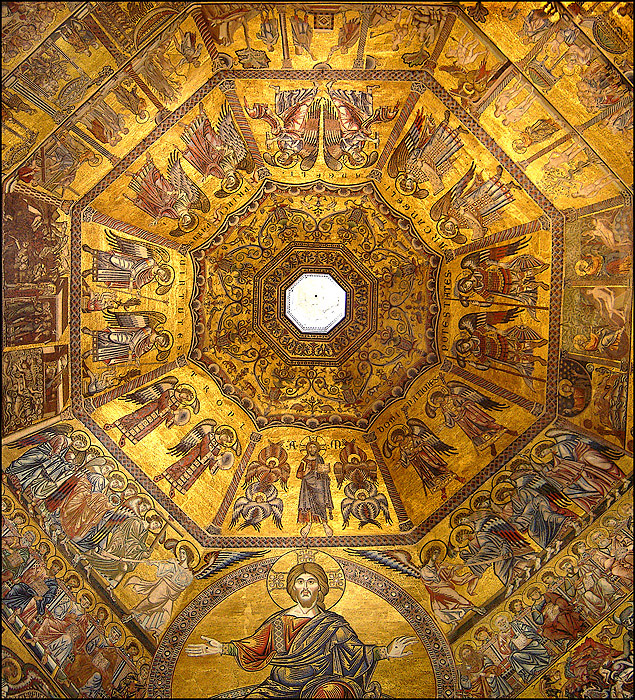
Sostre de mosaic amb la representació del Judici Final

Allotja el fastuós monument funerari de Baldassare Coscia, l'antipapa Joan XXIII, que va morir a Florència el 1419. El projecte fou de Donatello i el seu aprenent Michelozzo Michelozzi, i conté una estàtua daurada, amb el rostre que mira cap a l'espectador, reposant damunt el llit, aguantat per lleons, sota un dosser de cortines daurades. També hi ha, a l'interior del baptisteri, un dels primers baldaquins del Renaixement.
El terra també és de mosaic, començat el 1209, i mostra complicats motius geomètrics. La pica baptismal, prop de la porta sud, s'hi va instal·lar el 1658, tot i que probablement és molt més antiga, i va substituir l'antiga font octagonal del segle xii que ocupava el centre del baptisteri i que va fer treure el 1571 el gran duc Francesc I de Mèdici.
Però el que sobretot destaca dins el baptisteri és el magnífic sostre de mosaic, realitzat per diversos artistes venecians desconeguts (entre els quals possiblement Cimabue i Gaddo Gaddi) el 1225. Representa el Judici Final, amb escenes de càstigs espantosos que recorden les obres de l'artista flamenc Hieronymus Bosch. El Dant va créixer contemplant els mosaics i, tot agafant-los com a base, va crear moltes de les escenes que narra a l'Infern de La Divina Comèdia. El mateix Dant fou batejat aquí dins, igual com molts dels membres de la família Mèdici.